# Jullekar

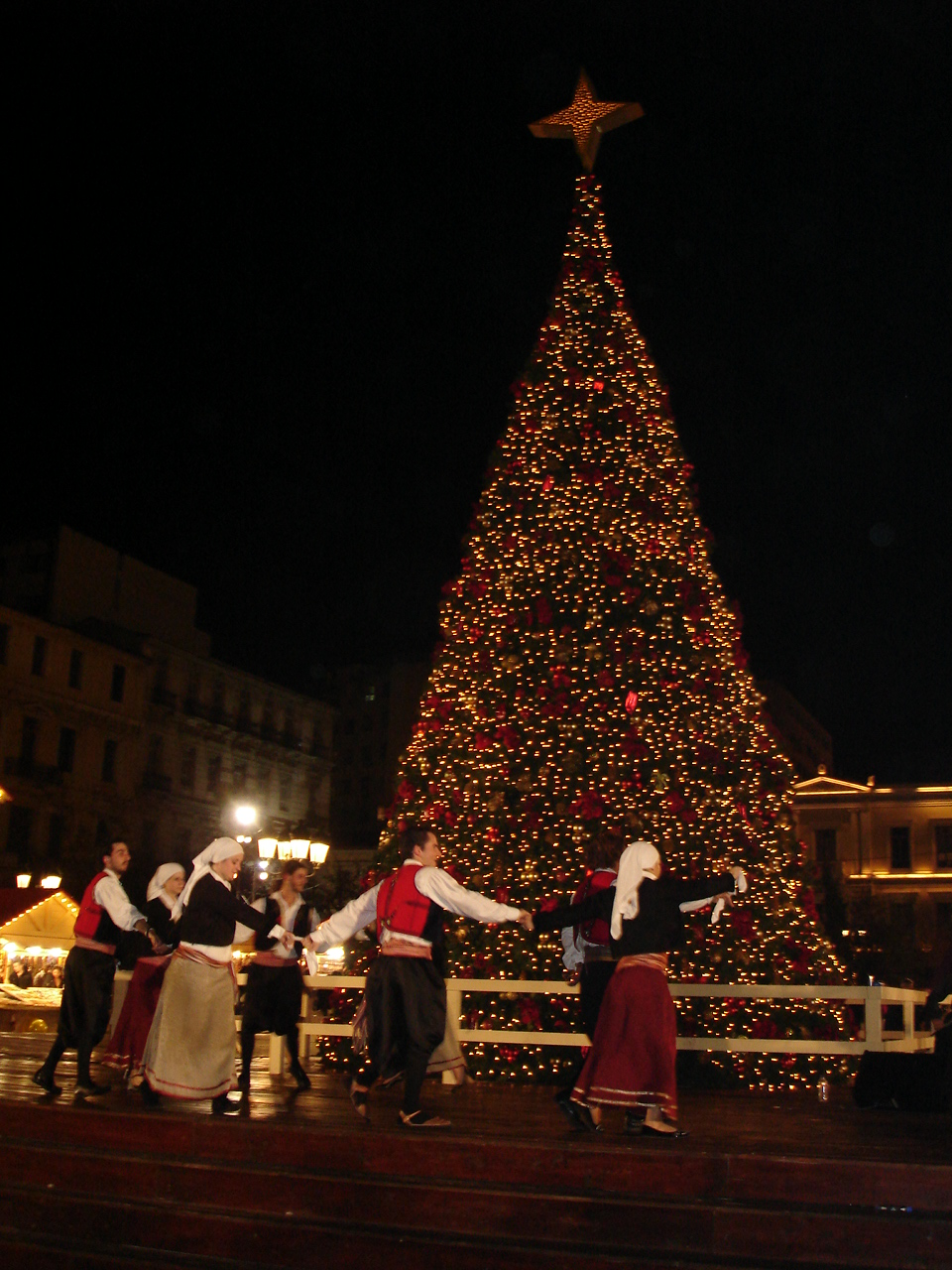
Dans kring granen.

Jullekar kallas sådana lekar som brukar lekas vid jultid. Dessa utövades i äldre tid såväl av överklass som av vanligt folk, vida mer än vad fallet är i våra dagar. Lekarna är i allmänhet gamla, och det finns till och med några som bär omisskännliga tecken av att gå tillbaka ända till hedendomen.
Ännu på drottning Kristinas tid lektes jullekar även vid hovet. Olof Rudbeck d.ä. berättar att Kristina och Karl Gustaf julen 1651 i Uppsala lekte den så kallade kungaleken, varvid Rudbeck själv var en herde med skalmeja. Samme sagesman nämner även som en ännu på hans tid bruklig jullek den så kallade julklubban. Denna lek gick till så att den person som föreslog årets skål måste göra detta sittande under en klubba som hängde ned från taket. Den sattes i en roterande rörelse omkring den drickandes huvud, men fick emellertid inte beröras av densamma. Skedde detta måste han, under allas munterhet, tömma skålen igen.